# Kasmír zászlaja

A zászló nem Dzsammu és Kasmír, hanem a pakisztáni Azad Kashmir terület lobogója. A zászlón megtalálhatók a pakisztáni színek, a fehér és a zöld, a muzulmán többség jelképei (félhold és csillag), továbbá a hindu és szikh kisebbség színe, a narancssárga is (a bal felső szögben). A négy fehér csík Kasmír négy fő folyójára utal.
Kasmír.lap.hu